# Жамберк
Жамберк (чеш. Žamberk) град је у Чешкој Републици. Град се налази у управној јединици Пардубички крај, у оквиру којег припада округу Усти на Орлици.

## Становништво
Према подацима о броју становника из 2014. године град је имао 6.057 становника.

## Партнерски градови
- Веспрем, Fresagrandinaria